# (6088) Hoshigakubo
(6088) Hoshigakubo est un astéroïde de la ceinture principale.

## Description
(6088) Hoshigakubo est un astéroïde de la ceinture principale. Il fut découvert le 18 octobre 1988 à Geisei par Tsutomu Seki. Il présente une orbite caractérisée par un demi-grand axe de 3,09 UA, une excentricité de 0,12 et une inclinaison de 3,8° par rapport à l'écliptique.

## Compléments